# نملية

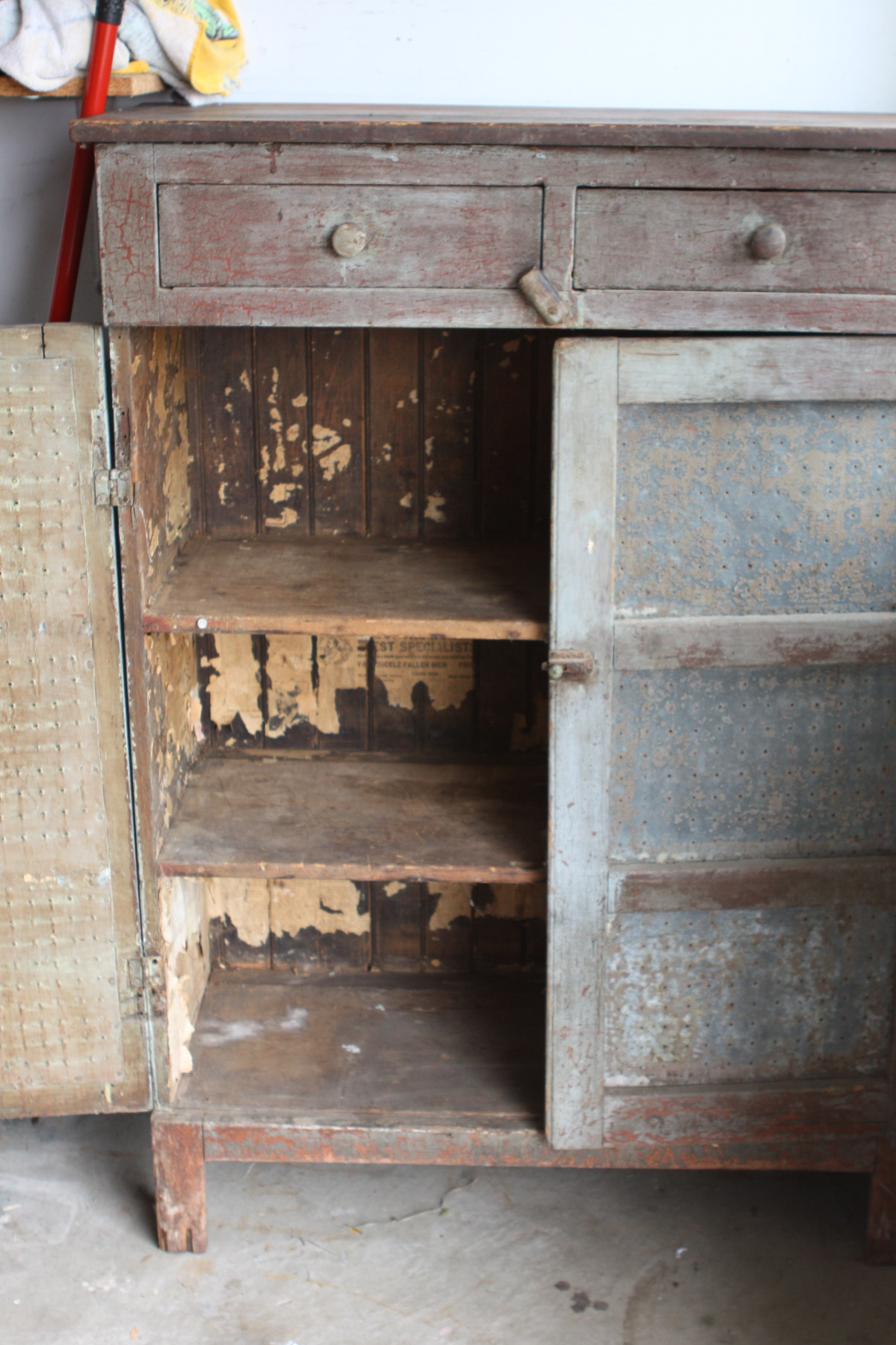
نملية بابها مفتوح

النَمْلِيَّة (الجمع: نَمْلِيَّات) (بالإنجليزية: Pie safe) هي خزانة من الخشب والمعدن يستخدم لحفظ الأطعمة ومنع النمل والحشرات عنها. وهي صندوق خشبي عمودي له عدة أبواب من الشبك المعدني الضيق.